# Pallacanestro ai III Goodwill Games - Torneo maschile
Il torneo di Pallacanestro ai Goodwill Games 1994 si è svolto nella città russa di San Pietroburgo, e ha visto la vittoria del Porto Rico.

## Fase a gironi

### Gruppo A
| Squadra       | P | V | P | PF  | PS  |
| ------------- | - | - | - | --- | --- |
| 1. Italia     | 6 | 3 | 0 | 234 | 213 |
| 2. Porto Rico | 4 | 2 | 1 | 271 | 255 |
| 3. Brasile    | 2 | 1 | 2 | 263 | 275 |
| 4. Croazia    | 0 | 0 | 3 | 245 | 270 |

| San Pietroburgo | Italia | 72 – 67 | Brasile |  |

| San Pietroburgo | Porto Rico | 93 – 74 | Croazia |  |

| San Pietroburgo | Porto Rico | 109 – 98 | Brasile |  |

| San Pietroburgo | Italia | 79 – 77 | Croazia |  |

| San Pietroburgo | Brasile | 98 – 94 | Croazia |  |

| San Pietroburgo | Italia | 83 – 69 | Porto Rico |  |

### Gruppo B
| Squadra        | P | V | P | PF  | PS  |
| -------------- | - | - | - | --- | --- |
| 1. Russia      | 6 | 3 | 0 | 261 | 248 |
| 2. Stati Uniti | 4 | 2 | 1 | 257 | 228 |
| 3. Argentina   | 2 | 1 | 2 | 225 | 221 |
| 4. Cina        | 0 | 0 | 3 | 222 | 268 |

| San Pietroburgo | Stati Uniti | 83 – 71 | Argentina |  |

| San Pietroburgo | Russia | 95 – 93 | Cina |  |

| San Pietroburgo | Argentina | 74 – 49 | Cina |  |

| San Pietroburgo | Russia | 77 – 75 | Stati Uniti |  |

| San Pietroburgo | Stati Uniti | 99 – 80 | Cina |  |

| San Pietroburgo | Russia | 89 – 80 | Argentina |  |

## Semifinali
- 5º-8º posto

| San Pietroburgo | Brasile | 101 – 52 | Cina |  |

| San Pietroburgo | Argentina | 85 – 80 | Croazia |  |

- 1º-4º posto

| San Pietroburgo | Italia | 81 – 72 | Stati Uniti |  |

| San Pietroburgo | Porto Rico | 69 – 65 | Russia |  |

## Finali
- 7º-8º posto

| San Pietroburgo | Croazia | 78 – 77 | Cina |  |

- 5º-6º posto

| San Pietroburgo | Argentina | 63 – 53 | Brasile |  |

- 3º-4º posto

| San Pietroburgo | Stati Uniti | 80 – 71 | Russia |  |

- 1º-2º posto

| San Pietroburgo | Porto Rico | 94 – 80 | Italia |  |

## Classifica
| - | Paese       | Formazione |
| - | ----------- | --- |
|   | Porto Rico  | Allende · Carter · Casiano · J. Colón · R. Colón · de León · López · Mincy · Ortiz · Pérez · Vega                               |
|   | Italia      | Bonora · Moretti · Fučka · Conti · Carera · Coldebella · Alberti · Bullara · Abbio · De Pol · Ruggeri · Tolotti · All.: Messina |
|   | Stati Uniti | Allen · Beck · Edney · Roe · DeClercq · Finley · Henderson · Parks · Respert · Stoudamire · Thurman · Duncan · All.: Raveling   |
| 4 | Russia      | Babkov · Bazarevič · Domani · Fetisov · Gračev · Ivanov · Karasëv · Kisurin · Michajlov · Nosov · Panov · Pašutin               |
| 5 | Argentina   | Campana · Dominé · Espil · Farabello · Milanesio · Nicola · Oberto · Osella · Pérez · Racca · Tourn · Uranga · Wolkowyski       |
| 6 | Brasile     | Josuel · Fernando Minucci · Paulinho · Pipoka · Ferreira · Rogério · Janjão · Maury · Márcio · Ratto · Olívia · Marco           |
| 7 | Croazia     | Badžim · Kapov · Kelečević · Mulaomerović · Marić · Rimac · Lukačić · Šamanić · Cvjetićanin · Skelin · Tvrdić · Marcelić        |
| 8 | Cina        | A · Gong · Hu · Ji · Liu Y. · Liu D. · Shan · Sun · Wu Q. · Wu N. · Zhang · Zheng                                               |